# لوكاس بايس
لوكاس بايس (بالبرتغالية: Lucas Paes‏) هو لاعب كرة قدم برازيلي، ولد في 17 ديسمبر 1997 في ساو برناردو دو كامبو في البرازيل. لعب مع نادي ساو باولو.

## وصلات خارجية
- لوكاس بايس على موقع قاعدة بيانات كرة القدم.إي يو (الإنجليزية)
- لوكاس بايس على موقع Soccerway.com (الإنجليزية)